# Pau Tonnesen
Pau Gaspar Tonnesen Ricart (né le 24 octobre 1992 à Tempe, Arizona), est un athlète espagnol, spécialiste des épreuves combinées et du saut à la perche
Le 11 juin 2015, il porte son record du décathlon à 8 247 points, en battant sa meilleure performance  dans 8 des 10 épreuves, lors des championnats NCAA à Eugene. Étudiant à l'université d'Arizona, son père est américain et sa mère catalane. Il opte pour représenter l'Espagne en avril 2015.

## Palmarès
| Date | Compétition                     | Lieu    | Résultat | Épreuve          | Points |
| ---- | ------------------------------- | ------- | -------- | ---------------- | ------ |
| 2018 | Championnats d'Espagne en salle | Valence | 1er      | Saut à la perche | 5,45 m |

| Date | Compétition           | Lieu           | Résultat | Épreuve   | Points    |
| ---- | --------------------- | -------------- | -------- | --------- | --------- |
| 2015 | Championnats du monde | Pékin          | 18e      | Décathlon | 7 606 pts |
| 2016 | Jeux olympiques       | Rio de Janeiro | 17e      | Décathlon | 7 982 pts |
| 2017 | Championnats du monde | Londres        | 14e      | Décathlon | 8 006 pts |

## Records
| Épreuve           | Performance   | Lieu        | Date             |
| ----------------- | ------------- | ----------- | ---------------- |
| 100 m             | 11 s 26       | Los Angeles | 9 mai 2015       |
| Saut en longueur  | 7,53 m        | Götzis      | 27 mai 2017      |
| Lancer du poids   | 15,17 m       | Eugene      | 10 juin 2015     |
| Saut en hauteur   | 2,13 m        | Hutchinson  | 18 mai 2013      |
| 400 m             | 50 s 24       | Pékin       | 28 août 2015     |
| 110 m haies       | 14 s 30       | Barcelone   | 22 juillet 20217 |
| Lancer du disque  | 46,48 m       | Tempe       | 1er mai 2015     |
| Saut à la perche  | 5,55 m        | Tempe       | 6 avril 2018     |
| Lancer du javelot | 60,86 m       | Götzis      | 28 mai 2017      |
| 1 500 m           | 4 min 38 s 20 | Eugene      | 9 juin 2016      |
| Décathlon         | 8 247 points  | Eugene      | 11 juin 2015     |

| Épreuve          | Performance   | Lieu        | Date            |
| ---------------- | ------------- | ----------- | --------------- |
| 60 m             | 7 s 25        | Birmingham  | 11 mars 2016    |
| Saut en longueur | 7,54 m        | Birmingham  | 11 mars 2016    |
| Lancer du poids  | 14,74 m       | Seattle     | 29 janvier 2016 |
| Saut en hauteur  | 2,15 m        | Albuquerque | 14 mars 2014    |
| 60 mètres haies  | 8 s 13        | Albuquerque | 12 février 2016 |
| Saut à la perche | 5,53 m        | Seattle     | 26 février 2016 |
| 1 000 m          | 2 min 48 s 29 | Birmingham  | 12 mars 2016    |
| Heptathlon       | 6 027 pts     | Birmingham  | 12 mars 2016    |